# Hamilton-Est (ancienne circonscription fédérale)
Pour les articles homonymes, voir Hamilton-Est et Hamilton East.
Circonscription électorale fédérale du Canada
Hamilton-Est ((en) Hamilton East) est une circonscription électorale fédérale de l'Ontario, représentée de 1904 à 2004. Elle est considérée comme une circonscription de la classe ouvrière.
La circonscription d'Hamilton-Est est créée en 1903 avec des parties des circonscriptions d'Hamilton. Abolie en 2003, elle est divisée parmi Hamilton-Centre et Hamilton-Est—Stoney Creek.

## Géographie
En 1903, la circonscription d'Hamilton-Est comprenait :
- Une partie est de la ville d'Hamilton

## Députés
| Législature                                                              | Années                         | Député                         | Député                         | Parti                          |
| Hamilton-Est issue de Hamilton                                           | Hamilton-Est issue de Hamilton | Hamilton-Est issue de Hamilton | Hamilton-Est issue de Hamilton | Hamilton-Est issue de Hamilton |
| ------------------------------------------------------------------------ | ------------------------------ | ------------------------------ | ------------------------------ | ------------------------------ |
| 10e                                                                      | 1904–1908                      |                                | Samuel Barker                  | Conservateur                   |
| 11e                                                                      | 1908–1911                      |                                | Samuel Barker                  | Conservateur                   |
| 12e                                                                      | 1911–1917                      |                                | Samuel Barker                  | Conservateur                   |
| 13e                                                                      | 1917–1921                      | Sydney Chilton Mewburn         |                                | Conservateur                   |
| 14e                                                                      | 1921–1925                      | Sydney Chilton Mewburn         |                                | Conservateur                   |
| 15e                                                                      | 1925–1926                      | Sydney Chilton Mewburn         |                                | Conservateur                   |
| 16e                                                                      | 1926–1930                      | George Rennie                  |                                | Conservateur                   |
| 17e                                                                      | 1930–1931                      | George Rennie                  |                                | Conservateur                   |
| 17e                                                                      | 1931-1935                      |                                | Humphrey Mitchell              | Travailliste                   |
| 18e                                                                      | 1935–1940                      |                                | Albert A. Brown                | Conservateur                   |
| 19e                                                                      | 1940–1945                      |                                | Thomas Hambly Ross             | Libéral                        |
| 20e                                                                      | 1945–1949                      |                                | Thomas Hambly Ross             | Libéral                        |
| 21e                                                                      | 1949–1953                      |                                | Thomas Hambly Ross             | Libéral                        |
| 22e                                                                      | 1953–1957                      |                                | Thomas Hambly Ross             | Libéral                        |
| 23e                                                                      | 1957–1958                      |                                | Quinto Martini                 | Progressiste-conservateur      |
| 24e                                                                      | 1958–1962                      |                                | Quinto Martini                 | Progressiste-conservateur      |
| 25e                                                                      | 1962–1963                      |                                | John Munro                     | Libéral                        |
| 26e                                                                      | 1963–1965                      |                                | John Munro                     | Libéral                        |
| 27e                                                                      | 1965–1968                      |                                | John Munro                     | Libéral                        |
| 28e                                                                      | 1968–1972                      |                                | John Munro                     | Libéral                        |
| 29e                                                                      | 1972–1974                      |                                | John Munro                     | Libéral                        |
| 30e                                                                      | 1974–1979                      |                                | John Munro                     | Libéral                        |
| 31e                                                                      | 1979–1980                      |                                | John Munro                     | Libéral                        |
| 32e                                                                      | 1980–1984                      |                                | John Munro                     | Libéral                        |
| 33e                                                                      | 1984–1988                      | Sheila Copps                   |                                | Libéral                        |
| 34e                                                                      | 1988–1993                      | Sheila Copps                   |                                | Libéral                        |
| 35e                                                                      | 1993–1996                      | Sheila Copps                   |                                | Libéral                        |
| 35e                                                                      | 1996-1997                      | Sheila Copps                   |                                | Libéral                        |
| 36e                                                                      | 1997–2000                      | Sheila Copps                   |                                | Libéral                        |
| 37e                                                                      | 2000–2004                      | Sheila Copps                   |                                | Libéral                        |
| Circonscription abolie dans Hamilton-Est—Stoney Creek et Hamilton-Centre |                                |                                |                                |                                |